# Interiores
Interiors (en castellano, Interiores) es una película estadounidense de 1978, dirigida por Woody Allen. Representa un giro en su carrera, pues deja la comedia a un lado y metiéndose de lleno al melodrama, en un claro ejercicio fílmico que emula a su ídolo, el cineasta sueco Ingmar Bergman con una gran elenco femenino a la usanza del director.

## Argumento
Una familia formada por tres hermanas se ve en el doloroso proceso de la separación de sus padres. La separación de su padre de su mentalmente inestable madre obsesiva y controladora y su casamiento con una mujer "normal".
Con personajes bien construidos que se relacionan entre sí en interiores bellamente decorados pero vacíos y helados como el alma del personaje central (la madre que trabaja como decoradora de interiores) y en el estilo del dramaturgo Anton Chéjov, (otro de los objetos de deseo del cineasta neoyorquino) es precisamente en este hecho en el que la carga emotiva de los personajes se intensifica al límite.

## Comentarios
Se trata del primer filme en el que Allen solo dirige, pero no actúa.
A pesar de que fue fríamente recibida, la película obtuvo cinco nominaciones al Óscar. 
Woody Allen bromea que "es una película para europeos", acostumbrados a un cine más profundo y complejo e incluso a un ritmo más lento.
Reunió a dos de las más grandes actrices del teatro estadounidense en un virtual duelo (Geraldine Page y Maureen Stapleton), por el que ambas conquistaron nominaciones al Óscar aunque ninguna ganó.
El guion de esta película, original de Woody Allen, fue traducido al español por José Luis Guarner,
publicado por Tusquets en 1978 y reeditado posteriormente.